# Phragmacossia ariana
Phragmacossia ariana is een vlinder uit de familie van de houtboorders (Cossidae). De soort is voor het eerst wetenschappelijk beschreven als Zeuzera (Azygophleps) ariana door Grigori Jefimovitsj Groemm-Grzjimajlo in een publicatie uit 1899.
De soort komt voor in Iran, Oezbekistan, Tadzjikistan, Turkmenistan en Kirgizië.